# Meikayla Moore
Meikayla Moore (Christchurch, 4 de junho de 1996) é uma futebolista profissional neozelandesa que atua como defensora.

## Carreira

### Seleção
Meikayla Moore fez parte do elenco da Seleção Neozelandesa de Futebol Feminino, nas Olimpíadas de 2016, realizada no Rio de Janeiro. A equipe foi eliminada pela Seleção Brasileira de Futebol Feminino, nas oitavas de final nos pênaltis, em partida realizada no Mineirão.
Nas Olimpíadas de 2020, realizadas em Tóquio, voltou a integrar a seleção da Nova Zelândia. Na competição, a Austrália chegou a disputa pela medalha de bronze, contra a Seleção de Futebol Feminino dos Estados Unidos, porém foi superada pela equipe estadunidense por 4 a 3.
Na edição do SheBelieves Cup de 2022, Moore marcou três gols contra em uma partida contra os Estados Unidos.